# Liśnik Duży-Kolonia
Liśnik Duży-Kolonia – wieś w Polsce położona w województwie lubelskim, w powiecie kraśnickim, w gminie Gościeradów.
W latach 1975–1998 miejscowość administracyjnie należała do województwa tarnobrzeskiego.
Po reformie administracyjnej, od 1999 roku należy do powiatu kraśnickiego w województwie lubelskim.
Liśnik Duży Kolonia to kilkanaście zagród rolniczych, położonych przy wąskiej, asfaltowej drodze prowadzącej z Liśnika Dużego do Gościeradowa.
Wieś stanowi sołectwo gminy Gościeradów. Według Narodowego Spisu Powszechnego (III 2011 r.) wieś liczyła 272 mieszkańców.